# Initiative populaire « pour une protection des exploitations paysannes et contre les fabriques d'animaux »
L'initiative populaire  « pour une protection des exploitations paysannes et contre les fabriques d'animaux », dite « initiative en faveur des petits paysans », est une initiative populaire suisse, rejetée par le peuple et les cantons le 4 juin 1989.

## Contenu
L'initiative propose d'ajouter un article 31octies à la Constitution fédérale pour limiter la protection agricole en vigueur aux seules « exploitations agricoles », à savoir aux unités de production agricole exploitées « par une main-d'œuvre essentiellement familiale et dont la plus grande partie des besoins en fourrages est couverte par leur production propre ».
Le texte complet de l'initiative peut être consulté sur le site de la Chancellerie fédérale.

## Déroulement

### Contexte historique
Avec cette proposition, les initiants déclarent vouloir « mettre un frein à la disparition des exploitations », tout en définissant une politique agricole « originale adaptée à notre pays », basée sur des exploitations familiales financièrement soutenues par l'État. Elle est lancée par l'Association suisse pour la protection des petits et moyens paysans à la suite du retrait par l'Union centrale des producteurs suisses de lait de l'initiatve « contre les importations excessives de denrées fourragères et les fabriques d'animaux ainsi que pour l'utilisation optimale de notre sol » le 28 octobre 1983.

### Récolte des signatures et dépôt de l'initiative
La récolte des 100 000 signatures a débuté le 30 août 1983. L'initiative a été déposée le 28 février 1985 à la chancellerie fédérale qui l'a déclarée valide le 1er mars.

### Discussions et recommandations des autorités
Le parlement et le Conseil fédéral recommandent le rejet de cette initiative. Dans son rapport aux chambres fédérales, le gouvernement reconnait le bien-fondé de certaines demandes formulées dans ce texte, mais justifie son rejet principalement à cause de la difficulté liée à la limitation des mesures de protection aux exploitations
paysannes et à la lourdeur administrative que l'application de cette distinction entrainerait.

### Votation
Soumise à la votation le 4 juin 1989, l'initiative est refusée par des 13 4/2 cantons et par 51,5 % des suffrages exprimés. Le tableau ci-dessous détaille les résultats par cantons :